# هنگ سلطنتی تفنگ‌داران گورخا

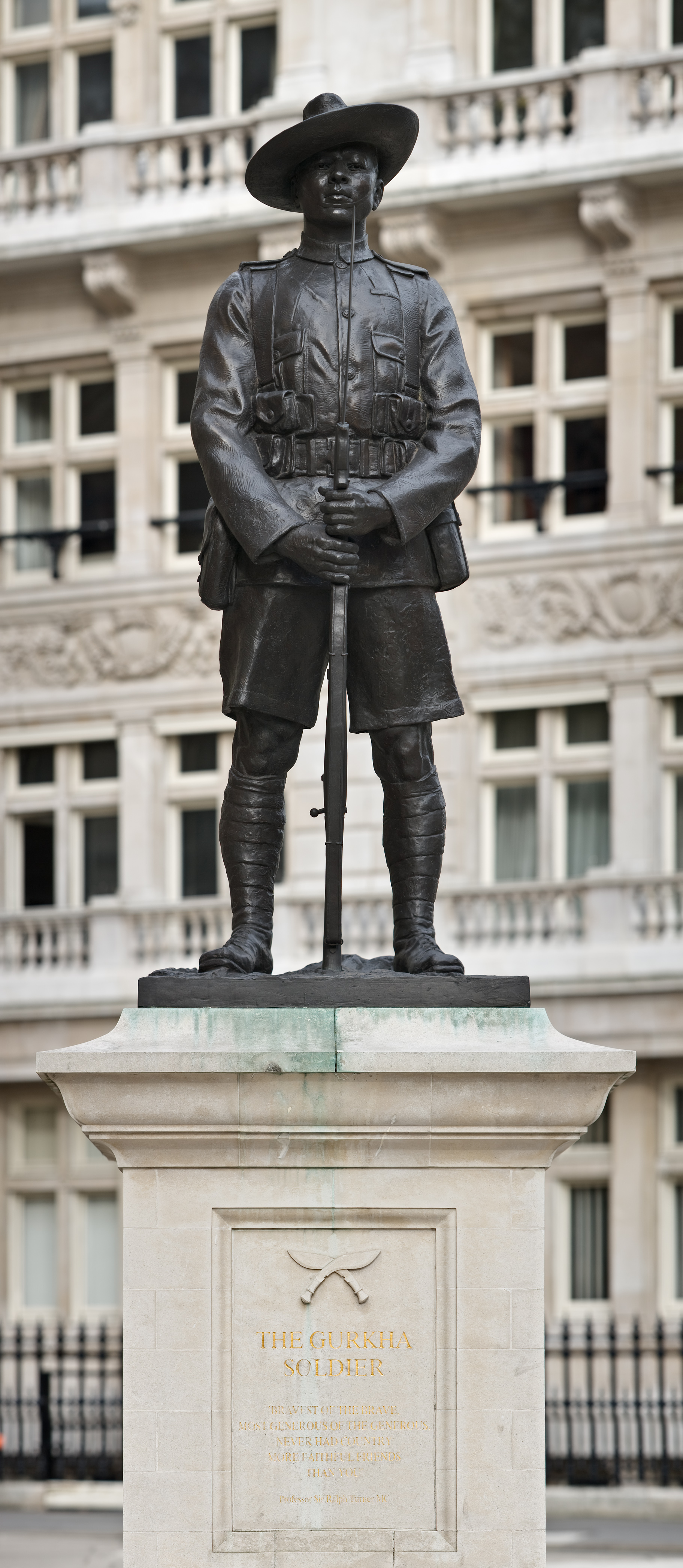
تندیس یادبود «سرباز گورخا» در نزدیکی وزارت دفاع بریتانیا در لندن. بر روی سنگ سفیدرنگ تندیس، چاقوهای سنتی گورخاها موسوم به خوکری نقش‌بسته‌است.

هَنگ سلطنتی تفنگ‌داران گورخا (به انگلیسی: Brigade of Gurkhas) یکی از واحدهای پیاده‌نظام ارتش بریتانیا است. این هنگ که از سربازان نپالی تشکیل شده، حدود ۲۰۰ سال است که در ارتش بریتانیا خدمت می‌کند.
بنابر قراردادی تاریخی که از زمان حکومت بریتانیا بر هندوستان باقی‌مانده، چهار هنگ از گورخاها در ارتش بریتانیا خدمت می‌کنند.

## جنگ‌های شرکت‌کرده
- نبرد برمه در جنگ جهانی دوم[۲]
- جنگ افغانستان[۳]

## قدردانی بریتانیا
دولت بریتانیا در سال ۱۹۳۷ میلادی، برای تشکر از نپال برای شرکت‌دادن تفنگ‌داران گورخا در ارتش بریتانیا، ویلایی با سبک معماری دوره ویکتوریا در خیابان کنزینگتون پالاس گاردنز که یکی از مرغوب‌ترین خیابان‌های لندن است را به پادشاهی نپال هدیه کرد. این ویلا اکنون محل ساختمان سفارت نپال در لندن است.